# مصطفى بيومي عبد السلام
مصطفى بيومي عبد السلام (1985-) كاتب وروائي مصري، وهو رئيس مجلس قسم البلاغة والنقد الأدبي والأدب المقارن بكلية دار العلوم بجامعة المنيا.
ترشح لجائزة الدولة للتفوق في الآداب في 2019.

## مؤلفات
- اشكالية قراءة التراث، الهيئة المصرية العامة للكتاب، 2003.[3]
- التناص، النظرية والممارسة، النادي الأدبي بالرياض المملكة العربية السعودية، 2010.[4]
- التناص: مقاربة نظرية شارحة، عالم الفكر، الكويت: المجلس الوطني للثقافة والفنون والآداب، 2011.
- فتنة القراءة: مقاربات تأويلية في الشعر والسرد والنقد الشارح، النادي الأدبي بالباحة ومؤسسة الانتشار العربي، 2017.[5]
- دوائر الاختلاف: قراءات التراث النقدي، القاهرة، الهيئة العامة لقصور الثقافة، 2003.[6]
- مدخل إلى النظرية الأدبية، مكتبة بستان المعرفة للطباعة والنشر والتوزيع، المؤلف:جوناثان كولر، ترجمة:مصطفى بيومي عبد السلام.[7]
- العمى: الكشف .. التعرف، المؤلف:فدوى مالطي دوجلاس، ترجمة: مصطفى بيومي عبد السلام.
- القراءات الحداثية للتراث النقدي: مقاربة منهجية.
- النقد الثقافي: نصوص تأسيسية، تأليف: فنسينت ب. ليتش، جوناثان كولر، فدوى مالطي ـ دوجلاس، ترجمة مصطفى بيومي عبد السلام.[8]
- "تاريخ آداب اللغة العربية"، تأليف محمد بك دياب، تقديم وتحرير مصطفى بيومى عبد السلام. الناشر، القاهرة: المجلس الأعلى للثقافة، 2003.[9]
- "النفي أم التجذر: سياسات الاختلاف عند إدوارد سعيد وكورنيل ويست"، الهيئة المصرية العامة للكتاب، 2004.
- سلطة الأبوة النص والعلاقات النصية عند العرب، مجلة علامات في النقد، النادي الثقافي الأدبي بجدة المملكة العربية السعودية، 2009.